# Carinoturborotalia
Carinoturborotalia es un género de foraminífero planctónico de la familia Globanomalinidae, de la superfamilia Hantkeninoidea, del suborden Globigerinina y del orden Globigerinida. Su especie tipo es Globorotalia cerroazulensis cunialensis. Su rango cronoestratigráfico abarca desde el Bartoniense (Eoceno medio) hasta el Priaboniense (Eoceno superior).

## Descripción
Carinoturborotalia incluía especies con conchas trocoespiraladas, de trocospira plana y de forma globosa o planoconvexa inflada; sus cámaras eran hemisféricas a subcónicas; sus suturas intercamerales eran ligeramente incididas y rectas; su contorno ecuatorial era subcuadrado y ligeramente lobulado; su periferia era aguda, con carena, al menos en las últimas cámaras; su ombligo era estrecho y cerrado; su abertura principal era interiomarginal, umbilical-extraumbilical, con forma de arco bajo asimétrica y rodeada por un labio; presentaban pared calcítica hialina, finamente perforada con poros cilíndricos y superficie lisa a punteada, en ocasiones con pústulas en el área umbilical.

## Discusión
Clasificaciones posteriores han incluido Carinoturborotalia en la familia Hantkeninidae.

## Paleoecología
Carinoturborotalia, como Turborotalia, incluía foraminíferos con un modo de vida planctónico, de distribución latitudinal cosmopolita, preferentemente tropical-subtropical, y habitantes pelágicos de aguas profundas (medio mesopelágico inferior a batipelágico superior).

## Clasificación
Carinoturborotalia incluye a las siguientes especies:
- Carinoturborotalia cocoaensis †
- Carinoturborotalia cunialensis †